# Gewone snipvlieg

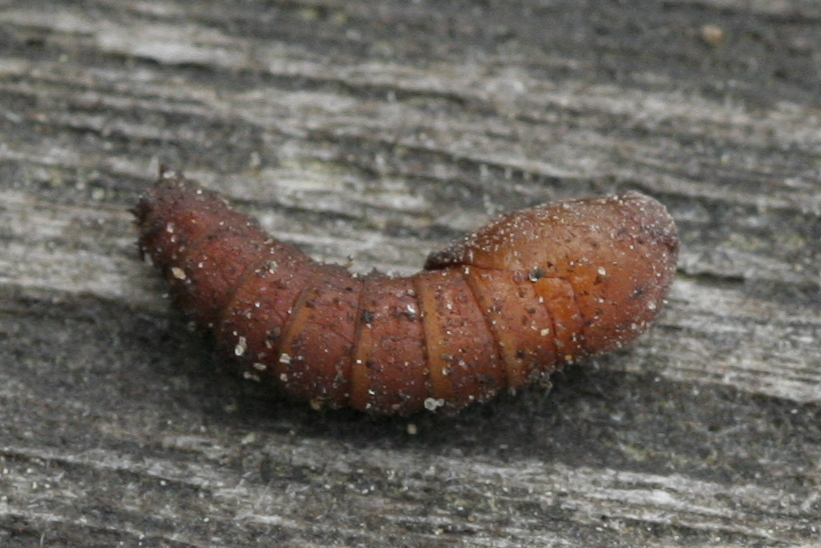
Pop

De gewone snipvlieg (Rhagio scolopaceus) is een 8 tot 16 millimeter grote vlieg.
Ze komt vooral voor in het bos en aan de bosranden. Ze zitten vaak op boomstammen met gespreide poten en met het borststuk omhoog. Meestal wijst de kop daarbij naar beneden. Ze voedt zich met kleine insecten en waarschijnlijk ook met honingdauw en plantensap.
De gewone snipvlieg legt haar eieren in de regel afzonderlijk van elkaar op de grond, in mest of dood hout. De langwerpige maden hebben een onvolledig kopkapsel en mondhaken, die gevormd worden uit de mandibels en maxilla. Op het lichaam zitten smalle kruiprolletjes. De larven leven op en in de bodem tussen mos, dode bladeren, in mest en onder de schors van bomen. Ze voeden zich met kleine insecten. De larven van de gewone snipvlieg eten graag regenwormen. Ze voeden zich waarschijnlijk ook met rottende plantendelen en vlees van dode dieren. De larven overwinteren meestal in de grond.

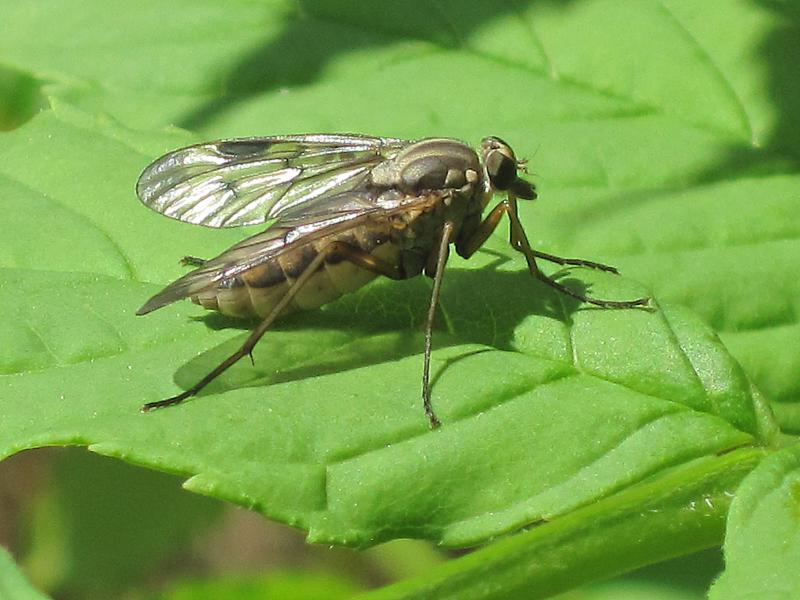
vrouwtje
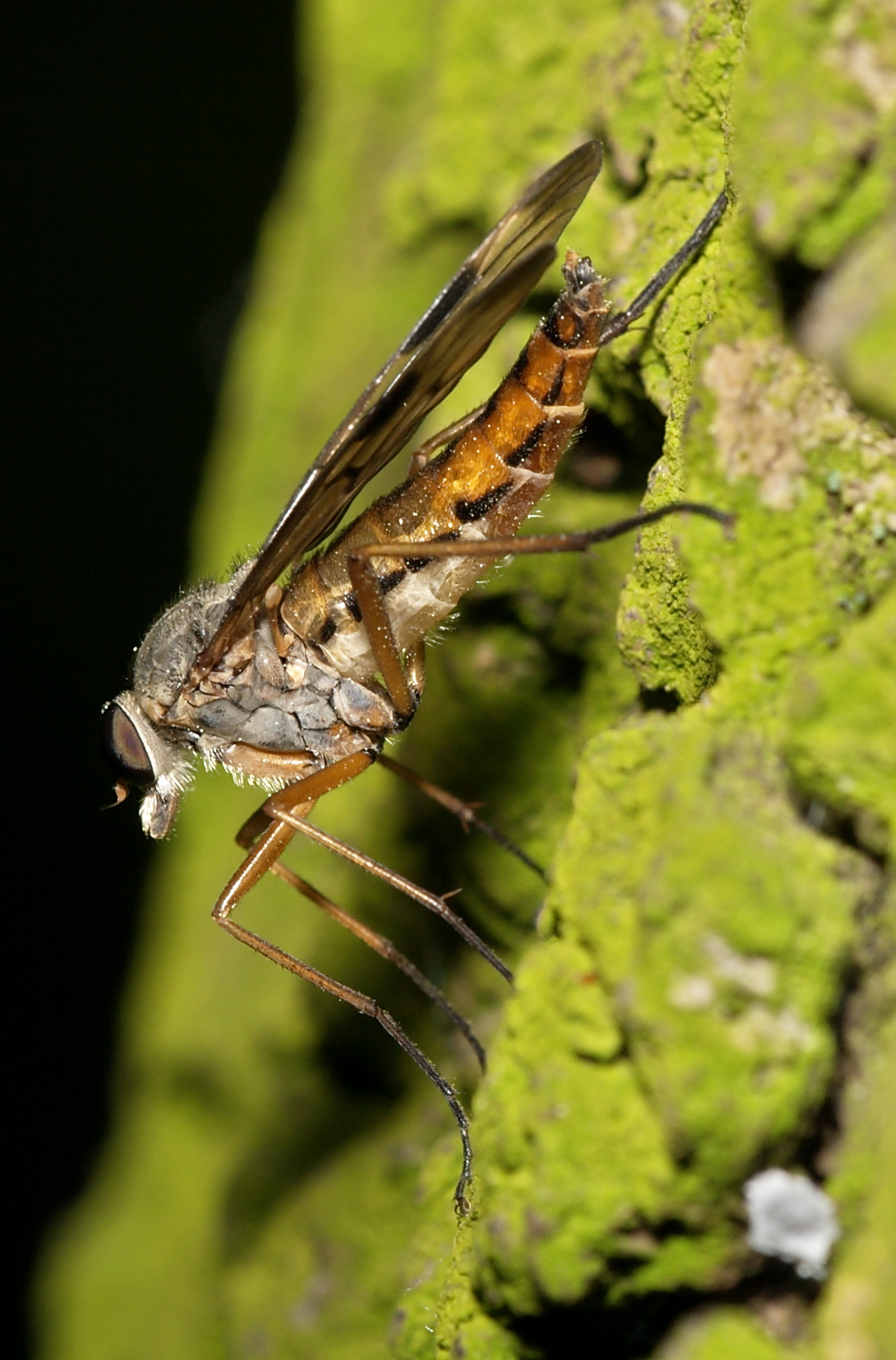
mannetje
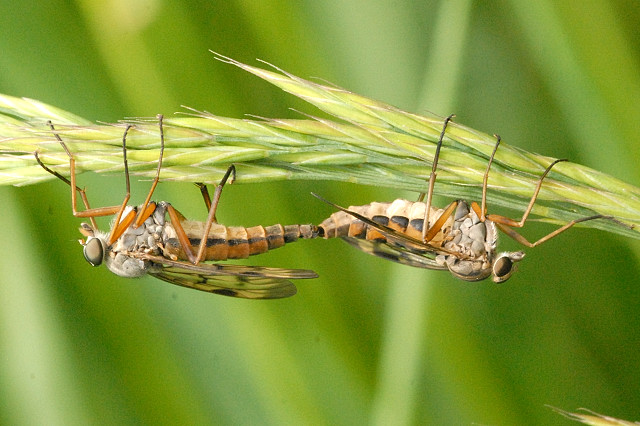
paring
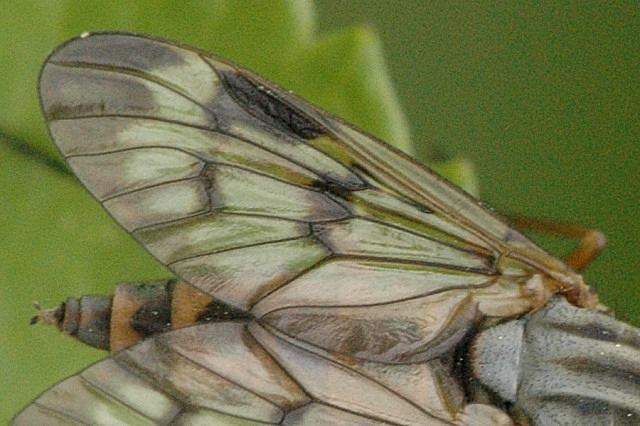
vleugeldetail